# اوفیمسکی (شهرستان خایبولینسکی، باشقیرستان)
اوفیمسکی (انگلیسی: Ufimsky, Khaybullinsky District, Republic of Bashkortostan) یک شهرک در شهرستان خایبولینسکی استان باشقیرستان کشور روسیه است.